# Paratullbergia
Genre
Paratullbergia est un genre de collemboles de la famille des Tullbergiidae.

## Liste des espèces
Selon Checklist of the Collembola of the World (version du 17 septembre 2019) :
- Paratullbergia brevispina Skarzynski & Pomorski, 1999
- Paratullbergia callipygos (Börner, 1902)
- Paratullbergia caroli Lucianez Ortega & Simón, 1991
- Paratullbergia changfengensis Bu & Gao, 2015
- Paratullbergia concolor Womersley, 1930
- Paratullbergia indica Salmon, 1965
- Paratullbergia macdougalli Bagnall, 1936
- Paratullbergia salmoni Prabhoo, 1971
- Paratullbergia trivandrana Prabhoo, 1971

## Publication originale
- Womersley, 1930 : Some additions to the Collembola of Britain. Annals & Magazine of Natural History, sér. 10, vol. 6, p. 149-153.